# 12497 Ekkehard
12497 Ekkehard è un asteroide della fascia principale. Scoperto nel 1998, presenta un'orbita caratterizzata da un semiasse maggiore pari a 2,6800814 au e da un'eccentricità di 0,2893314, inclinata di 6,88702° rispetto all'eclittica.
L'asteroide è dedicato all'astronomo tedesco Ekkehard Kührt.